# جمهورية ملكية

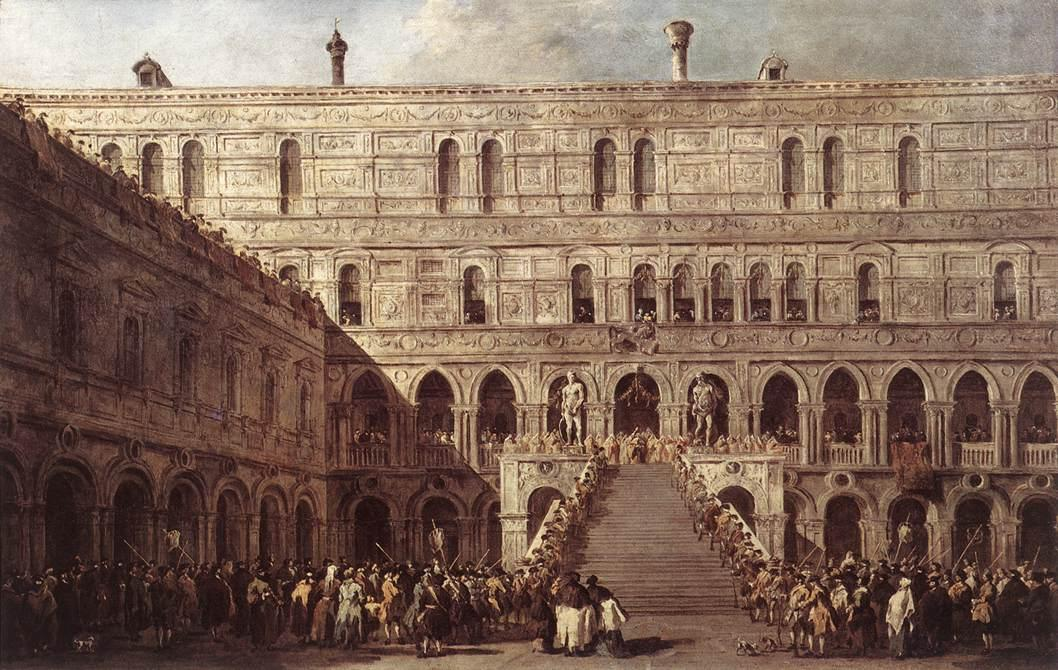

تعرف الجمهورية الملكية بأنها شكل من أشكال الملكية الدستورية حيث يكون دور الملك شرفيًا ويحدد العرف والقانون جميع الامتيازات الملكية بحيث يكون للملك سلطة تقديرية ضئيلة أو معدومة على مسائل الحكومة والدستور.
واستخدم هذا المصطلح لوصف الحكومات ممالك المختلفة بما في ذلك النرويج وبعض من ممالك الكومنولث. يمكن أن تشير إلى أمة ملكية اسمية لكن الشعب فيها في النهاية هو القابض على شئون الأمة. ربما يطبق هذا في الملكية الدستورية حيث يمارس صاحب السيادة بشخصه نفوذًا سياسيًا ضئيلاً، سواء من ذوي السلطة التنفيذية أو لا.

## التعريف
لا يوجد تعريف واحد حول متى تعتبر الملكية الدستورية ملكية جمهورية، ووصفت السلطات المختلفة الممالك المتعاقبة على هذا النحو. على سبيل المثال كتب جيمس برايس في عام 1921 أنه "من خلال الحكم الملكي أفهم المعنى وليس الاسم أي لا يطلق على رئيس أي دولة مسمى الملك أو الإمبراطور، ولكن في الدولة التي يكون فيها الإرادة الشخصية للملك فعالة باستمرار وتمثل عنصر الحكومة كملاذ أخير مسيطر. وبالتالي، بينما يتمثل هذا النظام الملكي فعليًا في النرويج، فقد كان النظام الجمهوري الديمقراطي موجودًا في روسيا قبل عام 1917، وفي تركيا قبل عام 1905، وبدرجة أقل في ألمانيا والمملكة النمساوية المجرية حتى عام 1918، فإنه يعتبر قوة ملموسة في "تسيير الأمور".
وصفت اللجنة الاستشارية لجمهورية أستراليا التي أسسها بول كيتينغ عام 1993، وبعد ذلك رئيس الوزراء، البلاد كملكية جمهورية لأنهم قالوا أن «الدولة التي تكمن سيادتها في شعبها وجميع المناصب العامة بها ليست إلا في قمة هرم النظام، يشغلها أشخاص يستمدون سلطتهم بطريق مباشر أو غير مباشر من الشعب» لذلك«قد يكون من المناسب اعتبار أستراليا جمهورية ملكية»

## ممالك الكومنولث
استخدم أنصار النظام الملكي في ممالك الكومنولث مصطلح جمهورية ملكية في هذا السياق. على سبيل المثال قد يشار إلى كومنولث أستراليا على أنه جمهورية ملكية. واستخدم الروائي والكاتب هربرت جورج ويلز المصطلح لوصف المملكة المتحدة، كما فعل ألفريد تنيسون في قصيدته القصائد الرعوية للملك (Idylls of the King).